# 大盆地國家公園
大盆地國家公園（Great Basin National Park），是美國內華達州唯一的國家公園，成立於1986年。大盆地國家公園主要保護的是美國四大沙漠之一，介於科羅拉多高原與加州內華達山脈之間的大盆地。著名的景點包括雷曼洞窟（Lehman Caves）、海拔高達3,982公尺的惠勒峰（Wheeler Peak）、萊星頓石拱（Lexington Arch）、絲黛拉湖（Stella Lake）等。此外，許多狐尾松生長在這個公園高山上的惡劣環境。狐尾松是世上最古老的樹種之一，許多棵狐尾松都有將近五千年的樹齡。因為地處偏僻，而且附近沒有其他容易抵達的風景名勝，因此大盆地國家公園在美國國家公園裡是遊客造訪最少的其中之一。